# María Ángeles Belda Soler
Mª Ángeles Belda Soler (Ayelo de Malferit, 1902-Valencia, 1990) fue una de las primeras mujeres en Valencia que se incorporó a los estudios superiores.

## Biografía
Nació en Valencia en 1906, en el seno de una familia acomodada, en la que el padre murió en 1922, dejando mujer y dos hijas, e inacabado el proyecto de poner en marcha una fábrica textil.
Su educación fue esmerada, iniciándose a temprana edad de la mano de su madre. A partir de los siete años sus estudios se completaron, junto con los de su hermana, en el colegio de las Madres Teresianas de Valencia. Además sus estudios se completaron con clases particulares de francés (con un profesor nativo) a petición de su propio padre, y de música, por vocación propia de Mª Ángeles, aprendiendo solfeo y piano.
Su amor a la lectura creció con los años y fue una de las razones por las que sintió la inclinación de seguir estudiando y llegar a nivel universitario, cosa muy poco frecuente en aquellos años entre las mujeres y mucho menos en zonas rurales, por lo que no pasó desapercibido en los círculos en los que se movía.
Es por ello por lo que se matricula en la Universidad de Valencia, con la intención de estudiar Historia, que en aquella época era una rama de la licenciatura de Filosofía y Letras. También se matriculó por libre en la Facultad de Derecho, y gracias a una férrea voluntad y disciplina de trabajo acabó ambas licenciaturas con excelentes notas durante la II República. De hecho en los documentos de la Universidad de Valencia consta que Mª Ángeles Belda Soler consiguió su título en abril de 1934 cuando contaba con 21 años de edad.
Se presentó a oposiciones para registrador de la propiedad, siendo la única mujer en toda España que se presentó a examen, consiguiendo aprobar el primer examen escrito, pero al llegar a la prueba ante el tribunal suspendió.
Una vez finalizada la guerra civil, opositó para ser Catedrática de Geografía e Historia, aprobando las oposiciones en 1941. El primer destino como profesora fue en 1942, en un Instituto de Murcia; en 1943 consiguió plaza en el Instituto José de Ribera de Játiva, donde estuvo impartiendo clases durante 21 años.
En 1964 se traslada a Valencia, ganando el concurso de traslado de Catedráticos numerarios de Geografía e Historia de Institutos Nacionales de Enseñanza Media, convocado por Orden de 21 de diciembre de 1966. De esta forma pasaba a ser Catedrática Numeraria para la Sección Delegada femenina «Juan de Garay», del Instituto masculino de Valencia, procedente de la Sección Delegada «Isabel de Villena» del Instituto femenino de Valencia.
En la documentación existente en el actual IES Juan de Garay, puede verse como el registro de entrada n.º 1 es el nombramiento de Ángeles Belda como directora del nuevo Instituto Nacional de Educación Secundaria mixto Juan de Garay.
Según la documentación de que se dispone en el Instituto de Educación Secundaria (IES) Juan de Garay, Mª Ángeles Belda Soler era una de los muchos profesores que procedían de la Sección Delegada (femenina) del Instituto San Vicente Ferrer. Permaneció en el centro como docente hasta el año 1971 en el que se jubiló.
Fue cronista oficial de Ayelo de Malferit, participando activamente en las asambleas de cronistas. Su biblioteca, legada a la Biblioteca Valenciana en 1991, contaba con unos mil volúmenes, en la que predominan las obras de contenido histórico, seguidas por las de ciencias sociales, literatura y arte.
Como escritora hay que destacar por un lado el ensayo redactado tras su jubilación (y publicado cuando contaba ya 76 años), titulado "Aportación a la historia de Ayelo de Malferit", que constituye realmente el primer libro sobre la historia de la localidad. Pero sobre todo hay que nombrar su obra "El régimen matrimonial de bienes en los Furs de Valencia" (Ed. Cosmos, Valencia, 1966), la cual ha servido de referente para otros muchos libros y estudios de historia. Además fue autora de varios libros de textos para sus alumnos y colaboró en la "Gran enciclopedia de la Región Valenciana"; también publicó varias comunicaciones en diferentes congresos de historia y participó asiduamente en el Libro de Fiestas de su pueblo natal, Ayelo de Malferit.

## Reconocimientos
En 2020, Belda fue incluida dentro del proyecto “Mujeres Investigadoras en los Archivos Estatales (1900-1970)” para la descripción archivística y creación de un micrositio específico en el Portal de Archivos Españoles (PARES), desarrollado entre 2020-2023. Este proyecto ha sido impulsado por la Subdirección General de Archivos Estatales, con el objetivo visibilizar la labor de investigación realizada en España por las mujeres en el intervalo 1900-1970 partiendo de los registros documentales que se conservan en los Archivos de Gestión de los AAEE del Ministerio de Cultura (el Archivo Histórico Nacional, el Archivo de la Corona de Aragón, el Archivo General de Simancas, el Archivo General de Indias, el Archivo de la Real Chancillería de Valladolid, el Archivo General de la Administración y el Centro de Información Documental de Archivos).